# (12091) Jesmalmquist
(12091) Jesmalmquist (1998 HS96) – planetoida z pasa głównego asteroid okrążająca Słońce w ciągu 3,84 lat w średniej odległości 2,45 j.a. Odkryta 21 kwietnia 1998 roku.